# Hydractinia bella
Hydractinia bella is een hydroïdpoliep uit de familie Hydractiniidae. De poliep komt uit het geslacht Hydractinia. Hydractinia bella werd in 1961 voor het eerst wetenschappelijk beschreven door Hand. 